# 丹尼尔·托波尔斯基
丹尼尔·托波尔斯基（英語：Daniel Topolski，1945年6月4日—2015年2月21日），英国男子赛艇运动员。他曾代表英国参加世界赛艇锦标赛，获得一枚金牌和一枚银牌，均来自轻量级项目。